# Скандинавский бронзовый век
Скандинавский (северный, североевропейский) бронзовый век — название археологической культуры или группы культур бронзового века в доисторической Скандинавии, которое ввёл в обиход Оскар Монтелиус. Термин охватывает период 1700—500 гг. до н. э., а памятники встречаются вплоть до территории Эстонии. Наследует культурам позднего неолита. Языковой состав неизвестен ввиду отсутствия письменных памятников, однако наблюдается культурная преемственность с последующими германоязычными культурами, упоминаемыми в исторический период. После этого периода следует доримский железный век.

## Общая характеристика

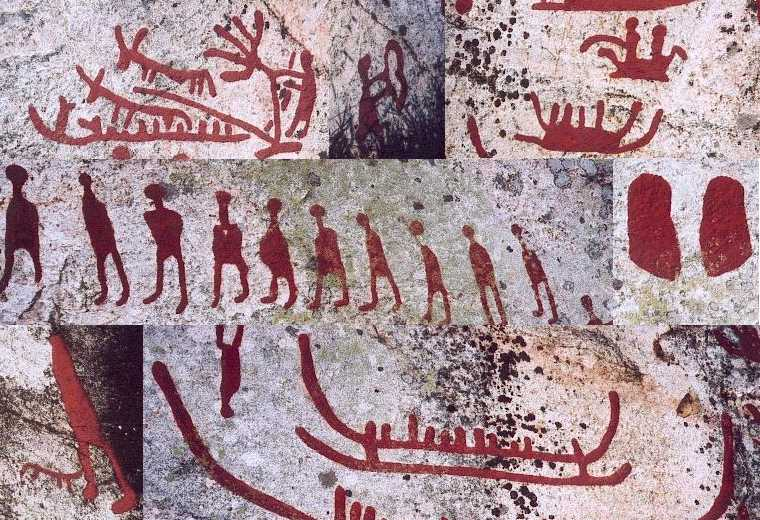
Наскальные изображения из Хяльестя, провинция Вестманланд, Швеция (коллаж). Изображения закрашены краской в современный период — были ли они закрашены ранее, неизвестно.

Несмотря на то что обитатели Скандинавии достаточно поздно испытали на себе тенденции европейского бронзового века, при раскопке скандинавских погребений и поселений обнаружены многочисленные и хорошо сохранившиеся изделия из шерсти, древесины, а также импортированных из Центральной Европы бронзы и золота.
Многочисленные — несколько тысяч — петроглифы, вырубленные в скалах, изображают корабли, а крупные каменные погребальные монументы, известные как каменные ладьи, показывают, что судоходство играло важную роль. История местного судоходства восходит ко временам неолита и продолжается в эпоху доримского железного века, к которому относится Хьортспрингская ладья.

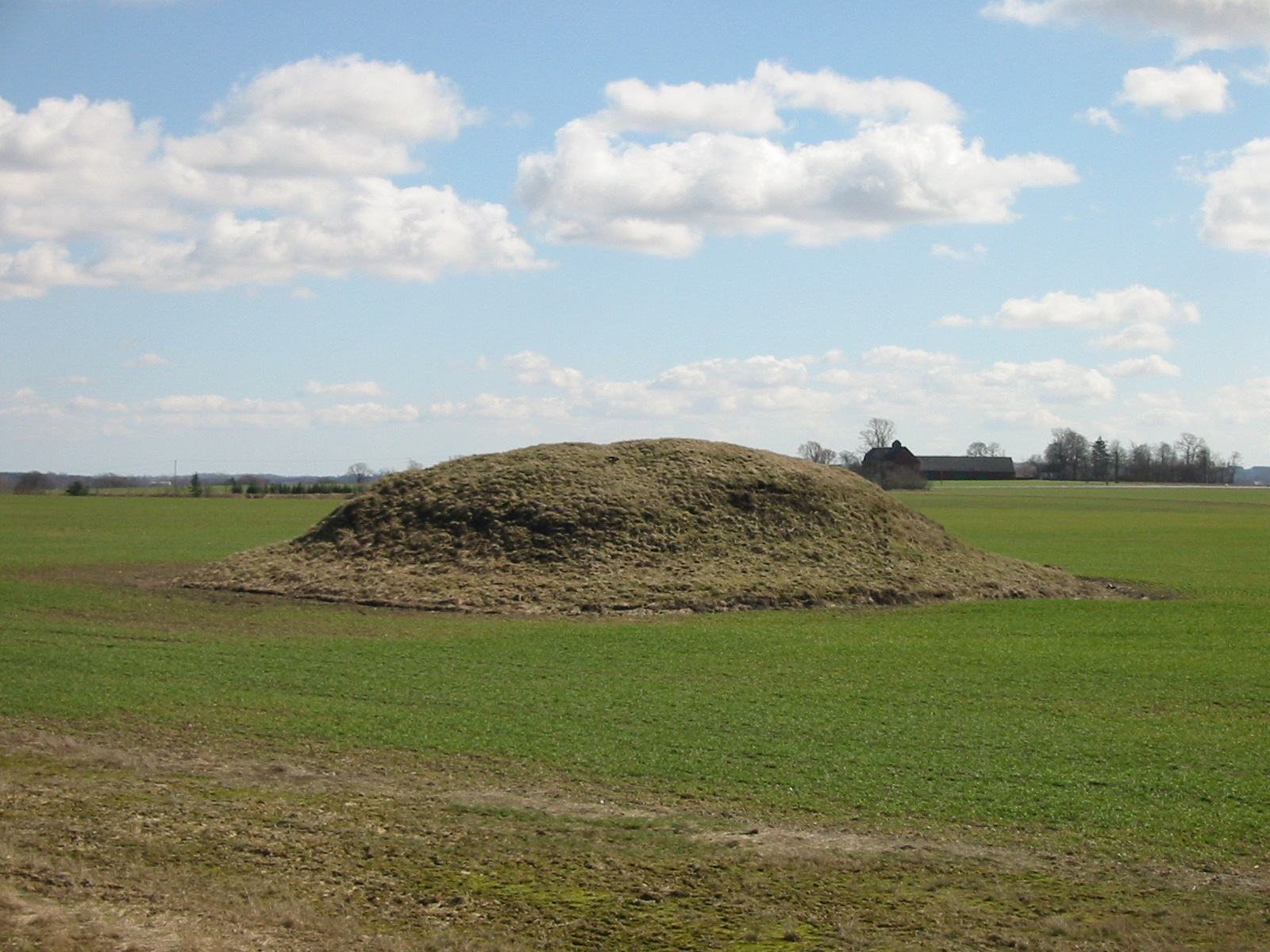
Погребальный курган бронзового века близ Гордстонги, Сконе, Швеция

Сохранились многочисленные курганы и петроглифы бронзового века, а также не менее многочисленные изделия из золота и бронзы. Датировка наскальных изображений (петроглифов) основывается на артефактах, сопоставляемых с изображёнными на петроглифах предметах, например бронзовых топорах и мечах. (На севере Скандинавии найдено также множество петроглифов эпохи неолита, в основном изображающих животных, таких как лось.)

## Периодизация

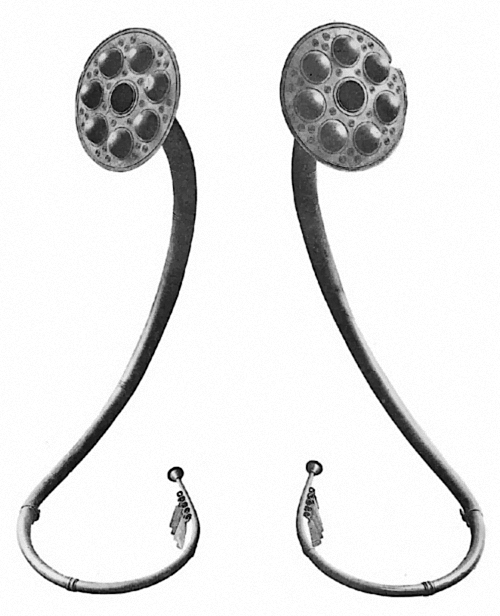
Парные луры, найденные в Brudevaelte (Дания). Национальный музей Дании (Копенгаген).

Оскар Монтелиус, введший в оборот термин «Североевропейский бронзовый век», подразделял его на шесть субпериодов, и его периодизация до сих пор широко используется археологами. Его абсолютная хронология в целом была подтверждена радиоуглеродными данными, за исключением датировки начала североевропейского бронзового века — 1700 г. до н. э., а не 1800 г. до н. э., как предполагал Монтелиус. Для Центральной Европы используется иная периодизация, разработанная П. Райнеке, поскольку артефакты и археологические слои этого региона плохо коррелируют со скандинавскими.
| I   | 1700 | - | 1500 BC |
| II  | 1500 | - | 1300 BC |
| III | 1300 | - | 1100 BC |
| IV  | 1100 | - | 900 BC  |
| V   | 900  | - | 700 BC  |
| VI  | 700  | - | 500 BC  |

За указанными шестью периодами следует доримский железный век.
Существует также деление на более широкие периоды: «ранний бронзовый век» (1700—1100 гг. до н. э.) и «поздний бронзовый век» (1100—550 гг. до н. э.).

## Климат
Для североевропейского бронзового века был характерен тёплый климат, который начался с климатического изменения около 2700 г. до н. э., и был сопоставим с современным климатом центральной Германии и северной Франции. Благодаря такому климату плотность населения была достаточно высока, процветало сельское хозяйство: в частности, в это время в Скандинавии выращивали виноград. Однако небольшое похолодание между 850 и 760 гг. до н. э., а также более значительное около 650 г. до н. э. привели к упадку местного хозяйства, климат стал более влажным и холодным. Возможно, это похолодание является источником легенды о Фимбулвинтере.

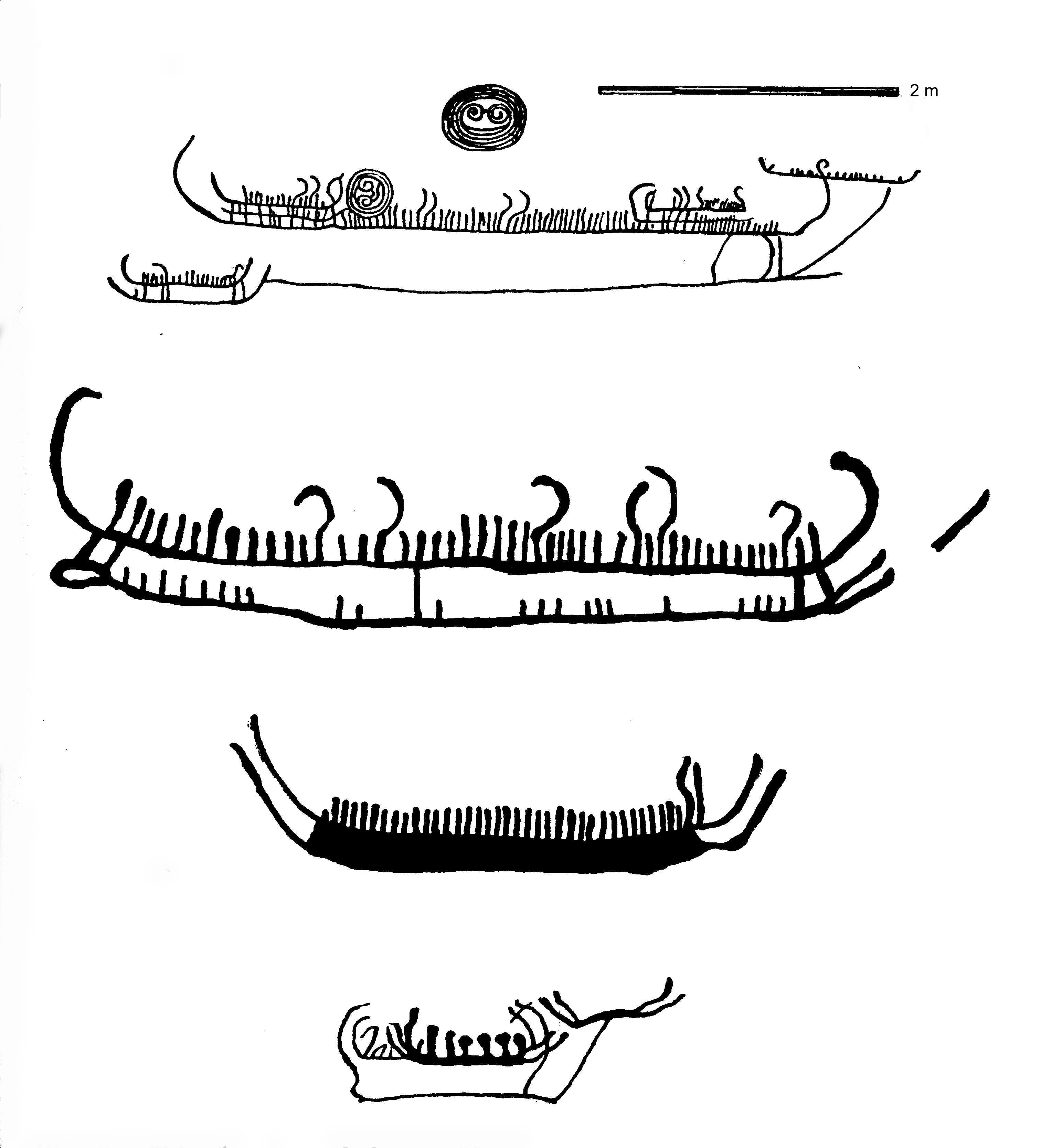
Наскальные изображения типичных судов бронзового века. Обнаружены в Бардале, Стейнхьер, Норвегия, 64°N.

## Религия

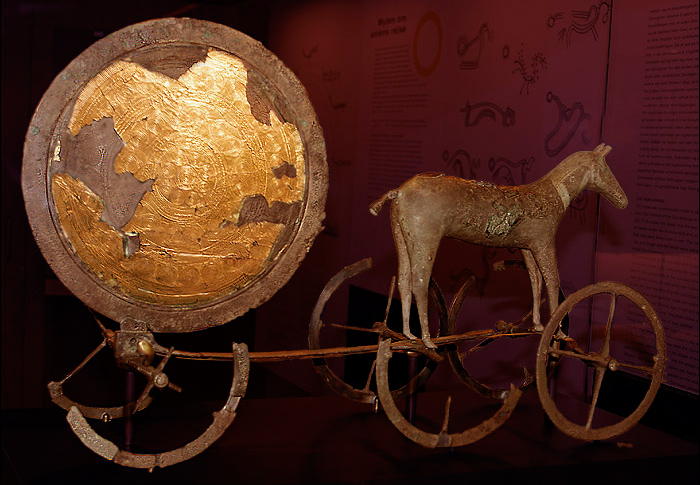
Солнечная колесница из Трундхольма.

В связи с отсутствием письменных источников о скандинавской религии бронзового века известно немногое. О том, как могла выглядеть религия, дают представление многочисленные археологические находки, которые, однако, отражают верования не Скандинавии в целом, а отдельных племён, культы которых сильно отличались друг от друга. Также некоторое представление дают петроглифы — наскальные изображения.

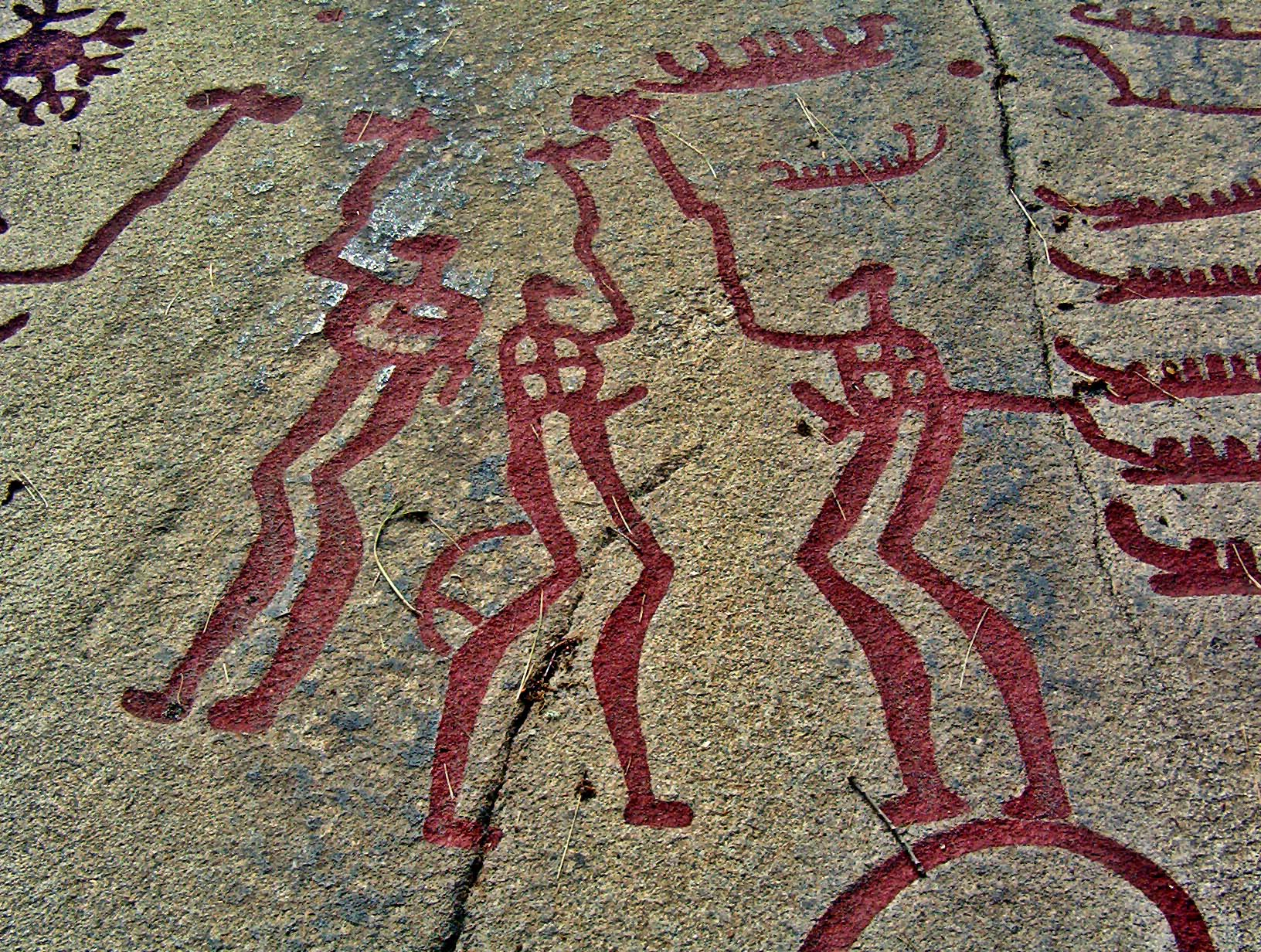
Боги-близнецы сражаются на боевых топорах. Один из петроглифов, найденных в Танумсхеде, западная Швеция (рисунки окрашены в красный цвет уже в современный период)

Предполагается, что в бронзовом веке существовал культ богов-близнецов, что отражалось в том, что обнаруженные предметы, посвящаемые богам, обычно лежали в захоронениях парами. Также, по-видимому, почиталась богиня-мать (см. Нертус). Жертвоприношения (животные, оружие, украшения и даже люди) были связаны с водой; небольшие озёра или пруды использовались как ритуальные места жертвоприношений, и многие артефакты обнаружены в их окрестности. Возможно, практиковались сексуальные ритуалы, символизировавшие брак богов. Среди жертвоприношений обнаружены ритуальные предметы, такие как бронзовые ушные украшения — предполагается, что они использовались в церемониях.
Вероятно, некоторые из петроглифов бронзового века являются наиболее ранними изображениями божеств скандинавской мифологии, известных в письменный период. Довольно распространённой фигурой на петроглифах является изображение мужчины с предметом, напоминающим топор или молот (вероятно, раннее изображение Тора). Встречаются также мужские фигуры с копьём в руке: это могли быть Один или Тюр, поскольку оба этих бога в более поздний период ассоциировались с копьём. На одном из петроглифов мужчина с копьём изображён без одной руки, что напоминает мифологию, связанную с Тюром. Фигура с луком в руке может быть ранним изображением Улля.
Предполагается, что остатки мифологии бронзового века сохранились в более поздней германской и скандинавской мифологии, например, кони Скинфакси и Хримфакси и богиня Нертус.